# Deng-Yujiao-Vorfall
Der Deng-Yujiao-Vorfall (chinesisch 邓玉娇事件, Pinyin Dèng Yùjiāo Shìjiàn) ereignete sich am 10. Mai 2009 in einem Hotel im Kreis Badong, Provinz Hubei in der Volksrepublik China. Deng Yujiao, eine 21-jährige Fußpflegerin, versuchte die Annäherungsversuche von Deng Guida (kein Verwandter), dem Direktor der örtlichen Abteilung für Wirtschaftsförderung der Gemeinde, abzuwehren, der in das Hotel gekommen war, um „spezielle Dienste“ zu ersuchen. Sie soll mehrmals auf ihren Angreifer eingestochen haben, als sie versuchte, ihn abzuwehren, was seinen Tod zur Folge hatte. Die Polizei des Kreises Badong verhaftete Deng Yujiao, beschuldigte sie des Mordes und weigerte sich, ihr Kaution zu gewähren.
Dengs Fall wurde durch Internet-Foren und Chatrooms national bekannt. Internetnutzer dieser Foren sollen über ihre Behandlung durch Behörden wütend gewesen sein. Der Fall resonierte mit dem allgemeinen Zorn über die Korruption und Unmoral der Beamten und sammelte über vier Millionen Forumbeiträge im ganzen Land. Die chinesischen Behörden versuchten den Vorfall herunterzuspielen, indem sie die Präsenz des Falls auf chinesischen Webportalen zensierten. Nach dem Schwall öffentlicher Proteste und Online-Petitionen, ließen Staatsanwälte die Mordanklage gegen Deng Yujiao fallen, bewilligten ihre Kaution und klagten sie mit einem geringeren Vergehen, wegen „vorsätzlicher Körperverletzung“ an. Sie wurde für schuldig befunden, erhielt aber aufgrund ihrer geistigen Verfassung keine Strafe. Die beiden überlebenden Beamten, die an dem Vorfall beteiligt waren, wurden entlassen, angeblich als Reaktion auf öffentlichen Druck.

## Der Vorfall
Deng Yujiao (* 1988 im Dorf Mulongya, Kreis Badong) war, als der Vorfall passierte, Fußpflegerin im Badezentrum des Vergnügungscenters Traumstadt (梦幻城) im Hotel Xiongfeng (雄风宾馆).
Deng Guida war Direktor der Abteilung für Wirtschaftsförderung der Gemeinde. Er, sein Stellvertreter Huang Dezhi und ein weiterer Beamter kamen am 10. Mai 2009 in dem Hotel an, in dem Deng Yujiao arbeitete. Sie sollen von Deng Yujiao „Sonderdienste“ (ein beschönigender Ausdruck, der gemeinhin als sexuelle Dienste in China verstanden wird) verlangt haben. Sie kam der Aufforderung nicht nach. Deng Guida soll einen Stapel Banknoten herausgezogen und ihr damit ins Gesicht geschlagen haben. Danach soll er Deng Yujiao auf ein Sofa gestoßen und sich auf sie gelegt haben. In diesem Moment, in Selbstverteidigung, stach Deng Yujiao mit einem kleinen siebeneinhalb Zentimeter langen Messer viermal auf ihren Angreifer ein. Einer der Stiche landete im Nacken ihres Angreifers, wodurch er am Tatort verblutete. Auch sein Stellvertreter erlitt Stiche. Die Polizei, die augenscheinlich Pillen in ihrer Tasche fand, sagte, dass Deng Yujiao vielleicht unter akuter Depression gelitten haben könnte, und brachte sie am 12. Mai in eine psychiatrische Klinik zur Untersuchung. Während Dengs Tage im Krankenhaus, wurde sie an ein Bett gefesselt, was von der Polizei als „Schutzmaßnahme“ bezeichnet wurde.
Zwei Anwälte aus Peking, Xia Lin und Xia Nan, übernahmen ihren Fall pro bono. Am 25. Mai 2009 reichten sie eine offizielle Beschwerde gegen einen der Angreifer, Huang Dezhi, bei der Polizeiwache in Badong ein. Einzelheiten der Beschwerde wie folgt:
- Huang Dezhi versuchte ihre Jeans und Unterwäsche mit Gewalt (versuchte Vergewaltigung) zu entfernen.[4][11]
- Deng Guida schlug ihr mit einem Bündel Bargeld ins Gesicht, während er schrie: „Willst du kein Geld? Ich wette, dass du noch nie Geld gesehen hast. Wie viel Geld willst du, sage es einfach, glaube mir oder auch nicht, ich werde dich mit Geld totschlagen.“ Deng Yujiao erwiderte: „Ja, ich habe noch nie Geld gesehen. Wenn Sie den Mut dazu haben, schlagen Sie mich heute tot.“ Deng Guida antwortete dann: „Ich werde dich mit Geld zu Tode prügeln. Ich werde eine Lastwagenladung Geld besorgen, um dich zu Tode zu quetschen.“[4][15]
- Nachdem sie auf die beiden Männer (Deng Guida und Huang Dezhi) eingestochen hatte, legte Deng Yujiao das Messer nieder und rief die örtliche Polizei und ihre Mutter an.[16][17][4]

## Interview des Polizeichefs
Am 22. Mai 2009 wurde Yang Liyong von der Southern Metropolis Daily interviewt, wobei er die offizielle Polizeiversion des Vorfalls präsentierte.
1. Deng Yujiao ist Servicemitarbeiterin im KTV.
2. Man hat sie um einen „Badeservice zwischen zwei Geschlechtern“ gebeten. Auf die Frage eines Reporters: „Warum wurde Deng Guidas Forderung nach einem „Sonderdienst“ in einen Badedienst umgewandelt?“, antwortete Yang: (Über den Sonderdienst) „Vielleicht verstehen es eine Menge Leute als sexuelle Dienstleistung, einen Sexhandel, aber in diesem Fall, wurde der Handel nicht durchgeführt. Wir haben keine Wahl, wir können es nur einen Badedienst zwischen zwei Geschlechtern nennen.“
3. Zitiert: „Das Amt für öffentliche Sicherheit glaubt, dass sie im Verdacht steht, einen vorsätzlichen Mord begangen zu haben, der auf zwei direkten Beweisen beruht. Erstens wurde der Tod verursacht. Zweitens erlitt Deng Guida zwei tödliche Stichwunden, die wir für ziemlich stark hielten.“
4. Zitat: „Bei unserer Untersuchung dieses Falles handelt es sich um einen ganz gewöhnlichen Todesfall. Aber die Öffentlichkeit und die Medien bestehen darauf, ihn in eine Tragödie zu verwandeln.“

## Nationalsymbol
Nachdem Deng Yujiao sich der Polizei stellte, wurde sie zunächst des Mordes angeklagt. Deng behauptete, sie handelte in Selbstverteidigung, als der Beamte versuchte sie zu vergewaltigen. Der Blogger Wu Gan schrieb über ihren Fall in seinem Blog. Ein Professor von Berkeley bemerkte gegenüber der New York Times, anstatt Hunderttausende von Erwähnungen in Internet-Blogs und anderen Foren zu sammeln, akkumulierte Dengs Fall mehr als vier Millionen Beiträge in Websites. Dengs Notlage berührte Millionen Chinesen, die genug hatten von Korruption sowie „grassierender sozialer Ungerechtigkeit und dem Mangel an grundlegendem Respekt in der Gesellschaft“, so ein Pekinger Anwalt. Deng wurde als Nationalheldin gefeiert, weil sie sich dem offiziellen Machtmissbrauch widersetzt hatte. Ihre Unterstützer, die einen fairen Prozess forderten, brachten ihren Protest nach Peking. Als Zeichen ihres Anliegens legten sie eine in ein weißes Tuch gewickelte Studentin mit einer Maske in der Innenstadt nieder. Ein Schild mit der Aufschrift „Jedermann könnte Deng Yujiao sein“ wurde um sie herum auf den Boden gelegt. Die Fotos erschienen sofort im Internet.
Chinesische Blogger zeigten Deng Yujiao ihre Solidarität, indem sie im Netz kostenlose T-Shirts verbreiteten, auf denen populäre Slogans standen, wie:
- 江山如此多娇！Übersetzung: Die Flüsse und Berge sind so bezaubernd und wunderschön. Dies ist ein Gedicht von Mao Tsetung, der letzte chinesische Schriftzug ist 嬌 (Jiao), auch der Name von Deng Yujiao.
- 巴东玉娇龙，华夏女英雄！Übersetzung: Badong Yu Jiao-long, Huaxia Heldin. Yu Jiao-long ist eine berühmte Filmfigur, in der Yu Jiao auch der Name von Deng Yujiao ist.
- 中国烈女，公民楷模！Übersetzung: Heroische Frau, bürgerliches Vorbild.
- 抗暴无罪！Übersetzung: Es ist keine Sünde, Gewalt zu widerstehen.

Berichten zufolge wurden Briefe veröffentlicht, die Deng Yujiao als Heldin bezeichneten. Demonstrationen wurden durchgeführt mit Parolen wie: „Schimpf und Schande über die Polizei von Badong“ oder „Bestraft die Vergewaltiger hart, sprecht Deng Yujiao frei“.
Als Folge des nationalen Aufschreis hat die Polizei sie auf Kaution freigelassen und unter Hausarrest gestellt. Staatsanwälte haben sie wegen „vorsätzlicher Körperverletzung“ anstelle des Mordes angeklagt. Die beiden überlebenden Beamten wurden am 31. Mai entlassen. Xinhua berichtete, dass der Untersuchungsausschuss für Disziplin der Kommunistischen Partei im Kreis Badong, Huang Dezhi vom Posten des stellvertretenden Direktors des Amtes für Wirtschaftsdelegationen der Gemeinde Yesanguan entfernte und seine Mitgliedschaft in der Kommunistischen Partei Chinas gestrichen habe. Der Grund war, weil er „am 10. Mai in einem Badehaus in Badong eine Kellnerin, die sich weigerte, ihn zu einem Bad zu begleiten, gedrängt, gestoßen und beleidigt hatte“, so die Behörden. Huang wurde „in Verbindung mit Ordnungswidrigkeiten inhaftiert“. Deng Zhongjia, ein weiterer stellvertretender Direktor desselben Amtes, der zum Zeitpunkt des Vorfalls anwesend war, wurde ebenfalls gefeuert. Angeblich weil der Vorfall eine „schlechte soziale Wirkung“ verursachte, obwohl er keine Gesetze oder Vorschriften gebrochen hatte.

## Zensur und offizielle Einmischung
Die Polizei von Badong sagte, dass ein Beamter im Streit mit Deng Yujiao getötet worden sei. In ihrer Erklärung vom 13. Mai hieß es, Deng Guida habe das Mädchen zweimal auf ein Sofa gestoßen und sei mit einem Pedikürmesser getötet worden. Fünf Tage später sagte die Polizei, dass die Mordwaffe ein Obstmesser gewesen sei.
Meng Jianzhu, Minister des Ministeriums für öffentliche Sicherheit der Volksrepublik China, soll seinem Stellvertreter folgende Anweisungen gegeben haben:
Ich hoffe, dass unsere Polizeikollegen bei der Handhabung solcher Fragen beim nächsten Mal schneller reagieren werden. Diese Internet-Blogger reden nicht vernünftig, also werden wir nicht mit ihnen reden. Die Verdächtige und die Beweise sind in unseren Händen. Es ist nicht nötig, die öffentliche Meinung so genau zu beobachten und den Fall nach den Wünschen der Internetbenutzer zu handhaben. Wir sollten diejenigen festnehmen, die verhaftet werden müssen, und diejenigen hinrichten, die hingerichtet werden müssen. Die Behörden in Schanghai haben Yang Jia hingerichtet; gab es irgendwelche Probleme? Sie hatten die Unterstützung der Zentralregierung. Wenn sie Yang Jia nicht hingerichtet hätten, wer würde es in Zukunft wagen, als Polizist zu arbeiten?
Deng Yujiaos Mutter soll von der Polizei einen Anruf erhalten haben, nach dem sie die meisten Kleider ihrer Tochter wusch und damit mögliche Beweismittel entfernt haben soll. Die Polizei teilte am 23. Mai mit, dass sie zwei Anwälte aus Hubei engagiert habe, um die anfänglichen Anwälte zu ersetzen, die angeblich gegen die Privatsphäre von Deng Yujiao verstoßen hätten.
Am 22. Mai befahlen Pekings Zensurüberwacher Webseiten nicht mehr über Dengs Fall zu berichten. Das Informationsbüro des Staatsrates gab Anweisungen an alle chinesischen Websites, dass sie alle empfohlenen Nachrichten und Kommentare über Deng Yujiao entfernen sollen. Keine Beiträge über Deng Yujiao sollten ganz oben auf der Seite veröffentlicht werden. Später rief das Informationsbüro Pekings Portale an und wies diese an, nur offizielle Regierungserklärungen zu verwenden und nicht über Deng Yujiao zu berichten oder zu kommentieren. Das staatliche Informationsbüro befahl Medien und Webportalen, den Fall Deng Yujiao mit anderen Nachrichten zu verwässern, alle offenen Briefe und Verteidigungen zu entfernen und jede webbasierte Meinungsumfrage oder Petition zu untersagen.
Das Fernsehen und Internet wurden in Yesanguan offiziell als Vorsichtsmaßnahme gegen Blitzeinschläge abgeschaltet. Das Internet machte chinesische Journalisten auf den Kreis Badong aufmerksam. Aber nachdem Zensur verhängt wurde, begannen örtliche Beamte damit Außenseiter zu überprüfen. Einige Journalisten, die dort Bericht erstatten wollten, wurden geschlagen. Der Blog von Wu Gan, der Dengs Fall veröffentlicht hatte, wurde von Zensur-Behörden geschlossen.

## Gerichtsverhandlung
Medienberichten zufolge wurde Deng Yujiaos Mordanklage auf vorsätzlichen Angriff geändert, wahrscheinlich aufgrund des massiven öffentlichen Drucks von Internetnutzern, die sie als Heldin gefeiert hatten. Bei ihrem Prozess am 16. Juni sagte ein Richter, das Gericht habe sie für schuldig befunden, weil Deng übertriebene Gewalt angewandt habe, obwohl sie in Selbstverteidigung handelte. Die milde Strafe sei aufgrund einer verminderten Verantwortlichkeit und weil sie sich der Polizei ergeben hatte, und weil die beteiligten Beamten einen schweren Fehler begangen hatten. Ein Pekinger Menschenrechtsanwalt sagte, dass das Gericht Deng nicht freigelassen hätte, wenn es nicht so viel Druck von so viel nationaler Aufmerksamkeit gegeben hätte. Die Zeitung The Standard berichtete, dass Websites auf dem Festland nach dem Prozess euphorisch gewesen seien.
Menschenrechtsverteidiger berichteten, als Dengs Fall die Öffentlichkeit Chinas aufgerüttelt hatte, dass Frauengruppen eine faire Behandlung für Deng Yujiao verlangt hätten. Ihr Urteil sei jedoch alles andere als fair und gerecht, denn gemäß Artikel 20, Absatz 3 des Strafrechts der Volksrepublik China hätte Deng nicht schuldig gesprochen werden sollen, da sie sich selbst verteidigt hatte.
Wenn eine Person gegen einen fortdauernden Angriff, Mord, Raub, Vergewaltigung, Entführung oder irgendein anderes Gewaltverbrechen handelt, das seine persönliche Sicherheit ernsthaft gefährdet und damit dem Täter des rechtswidrigen Handelns eine Verletzung zufügt oder dessen Tod verursacht, ist dies keine unzulässige Verteidigung, und sie wird keine strafrechtliche Verantwortung tragen müssen.
Deng Yujiao wurde freigelassen. Obwohl sie für schuldig befunden worden war, war dies ein Triumph der Gerechtigkeit, doch kein Triumph der Rechtsstaatlichkeit, so Menschenrechtsverteidiger. Die Wirklichkeit sei, dass das Justizsystem von politischen und sozialen Kräften manipuliert worden sei, was zur Trennung zwischen Legalität und Rationalität geführt haben soll. Das Urteil soll eine politische Lösung gewesen sein, ein zynischer Versuch, das Gesicht der Autorität zu wahren und den Zorn der Öffentlichkeit zu entschärfen.

## Freigesprochen und verschwunden
Zwei Tage nachdem Deng Yujiao das Gericht verlassen hatte, verschwand sie. Nach Aussage ihrer Mutter gegenüber der Epoch Times und dem Fernsehsender NTDTV, wisse sie nicht, wo sich ihre Tochter aufhalten würde. Am 18. Juni soll Wu Gan Dengs Mutter angerufen haben und er vermutete, dass sie überwacht wurde und keine Telefonate erhalten sollte. Wu glaubte, sie habe ihm vorgegebene Texte vorgelesen, und bat ihn nicht wieder anzurufen. Wus Anwalt und Mitglied der Juristischen Gesellschaft Chinas, Si Ning, veröffentlichte die Aufnahme des Gesprächs.
In einem Blog hinterfragte Si Ning ob Deng Yujiao wirklich Freiheit erhalten hätte. Die sogenannte Freilassung von Deng Yujiao sei eine Lüge, meinte er. Dengs Mutter soll am Telefon gesagt haben, dass die lokalen Behörden ihre Tochter zu einer so genannten medizinischen Behandlung mitgenommen hätten.
Regierungsbehörden von Badong sollen Deng gezwungen haben eine Erklärung zu unterschreiben und sie soll die Medien aufgefordert haben nichts über ihre Freilassung zu berichten. Sie soll heimlich festgehalten werden, damit sie keine Berufung gegen ihre Verurteilung einlegen kann. Dengs Anwälte Wang Shaopeng und Deng Gang sollen Drohungen erhalten haben, damit sie nicht für die Freilassung ihrer Mandantin appellieren.

## Chinesische Links
- 北京律师披露邓玉娇案“性侵犯细节 (Peking Rechtsanwalt offenbart Deng Yujiao Fall „Details sexuellen Missbrauchs“)
- 邓玉娇控告书 (Deng Yujiao Beschuldigungen)
- 邓玉娇：“我过得很幸福”——南方周末 2009-12-31 (Deng Yujiao: „Ich bin sehr glücklich“, Southern Weekend, 31. Dezember 2009)
- 巴东碎片：烈女邓玉娇回访实录：人消失了？ 来源： 南方人物周刊 (Patong Trümmer: Märtyrer Deng Yujiao Gegenbesuch Rekord: Menschen verschwinden? Quelle: Southern People Weekly)